# Rodriguezia huebneri
Rodriguezia huebneri är en orkidéart som beskrevs av Rudolf Schlechter. Rodriguezia huebneri ingår i släktet Rodriguezia och familjen orkidéer. Inga underarter finns listade i Catalogue of Life.